# Ехинген ам Рис
Ехинген ам Рис (њем. Ehingen am Ries) општина је у њемачкој савезној држави Баварска. Једно је од 43 општинска средишта округа Донау-Рис. Према процјени из 2010. у општини је живјело 790 становника. Посједује регионалну шифру (AGS) 9779138.

## Географски и демографски подаци
Ехинген ам Рис се налази у савезној држави Баварска у округу Донау-Рис. Општина се налази на надморској висини од 440 метара. Површина општине износи 15,6 km². У самом мјесту је, према процјени из 2010. године, живјело 790 становника. Просјечна густина становништва износи 51 становника/km².